# Muhammad Sidqi Sulayman
Muhammad Sidqi Sulayman (1919 – 28 marzo 1996) è stato un politico egiziano fu primo ministro dell’Egitto dal 10 settembre 1966 al 19 giugno 1967.

## Guerra dei sei giorni
Durante l'ultimo mese di Sulayman come primo ministro, è stata combattuta la guerra dei sei giorni. Il risultato è stato una decisiva vittoria israeliana. Israele ha preso il controllo effettivo della Striscia di Gaza e della penisola del Sinai dall'Egitto, la Cisgiordania dalla Giordania e le alture del Golan dalla Siria.